# 渡辺一世
渡辺 一世（わたなべ いっせい）は、日本のクラシック音楽のピアニスト・作曲家・音楽プロデューサー。渡辺一世だけではなく、一世 (issei) の名でもしられた。名付け親は美輪明宏。現在の芸名は、菅谷貴之。仙台では、渡辺和則や渡辺かずのりと名乗っている。

## 経歴
千葉県出身。1981年に18歳でコンサートデビュー。曲目はバッハ・ゴールドベルグ変奏曲、ブラームス・パガニーニ変奏曲。
演奏活動を単純に消化する生活に自己の行き詰まりを感じ始め、1992年から、ロシア国立チャイコフスキー記念モスクワ音楽院に留学し、エフゲニー・マリーニン、レフ・ナウモフに師事。翌93年から大学院に進み、1994年に芸術博士号を取得。同年5月にモスクワ音楽院のラフマニノフホールにてデビューをし、ムソルグスキーの「展覧会の絵」等を演奏した。
帰国後は倉敷音楽祭その他で独奏者として活躍し、2006年には宮崎県都城市・総合文化ホール開館記念事業の市民参加型ミュージカル『マリアとトラップ一家』の芸術監督を務めた。
モスクワ音楽院の正規師弟関係以外では、井口基成、安川加壽子、レフ・オボーリン、アダム・ハラシェヴィチ、イングリット・ヘブラー、園田高弘、タチアナ・ニコラーエワ、ヴラディーミル・クライネフにピアノを、池内友次郎に作曲理論を、三宅民規に伴奏法を、M・トーマス、J・マクダーモットにジャズピアノを、J・コランジェロにアルゼンチン・タンゴピアノを師事。
2017年11月に突然の引退表明をしたが、2018年にはその活動を再開している。現在は仙台、東京等で指導及び演奏活動をおこなっている。
青葉　童謡・唱歌の会主宰（仙台）
2004年逝去の園田氏に代わり、2005年より3大会、ショパンコンクール予備予選審査員を務める。

## ディスコグラフィー
- 『円熟のバッハ』 バッハ・ピアノ曲集II （2006年4月24日録音）
- 『天上のバッハ』 バッハ・ピアノ曲集I （2005年2月28日録音）
- 『音のパレット』 ドビュッシー・ピアノ曲集 （2004年11月25日録音）
- よき眠りのためのピアノ曲集 （2004年10月4日録音）
- よき眠りのためのショパン・ピアノ曲集 （2004年10月4日録音）
- めざめ （2004年5月31日録音）
- ショパン・コンサート（東京ライヴ) （1992年10月4日、1997年1月21日録音）
- ピアノ・ファンタジー VOL.2「クラシック名曲編」 （2000年6月12日録音）
- ピアノ・ファンタジー VOL.1「映画音楽編」 （2000年6月12日録音）